# 1908 en bande dessinée

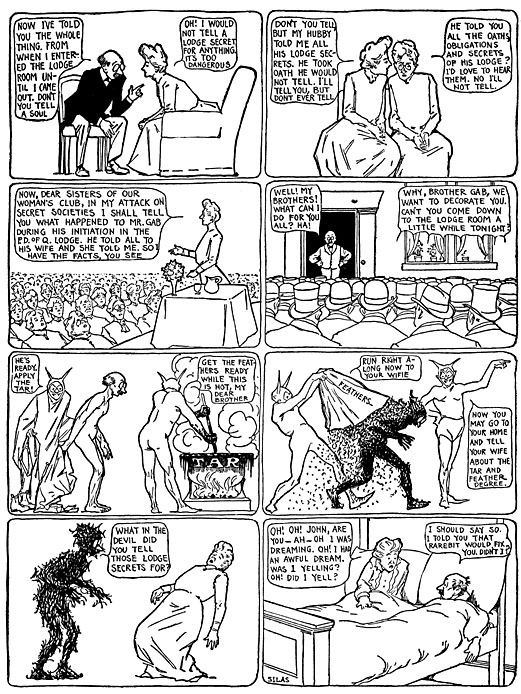
Dessin de Winsor McCay, 1908

| Années de la bande dessinée : 1905 - 1906 - 1907 - 1908 - 1909 - 1910 - 1911    |
| Décennies de la bande dessinée : 1870 - 1880 - 1890 - 1900 - 1910 - 1920 - 1930 |

Cet article présente les faits marquants de l'année 1908 en bande dessinée.

## Évènements
- 4 juin : Dans la revue l’Épatant, apparition d'un trio de petits malins : Les Pieds Nickelés, série de bande dessinée créée par Louis Forton.

## Nouveaux albums
Voir aussi : Bandes dessinées des années 1900
| Sortie | Titre       | Scénariste | Dessinateur | Coloriste | Éditeur |
| ------ | ----------- | ---------- | ----------- | --------- | ------- |
| ?      | à compléter |            |             |           |         |
| ?      | …           |            |             |           |         |

## Naissances

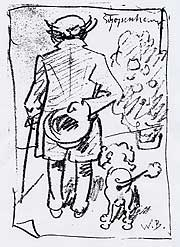
Dessin de Wilhelm Busch

- 18 janvier : Martin Goodman (éditeur de comics)
- 5 mars : Bob Dunn, auteur de comics
- 15 avril : David Breger, auteur de comic strips
- 8 juin : Rino Albertarelli
- 10 juin : John B. Wentworth, scénariste de comics
- 12 septembre : Vernon Greene (en) (dessinateur de Poupette et sa famille et de La Famille Illico)
- 21 octobre : Martha Orr, autrice de comic strip
- 22 octobre : José Escobar
- 7 novembre : Marijac

## Décès
- 9 janvier : Wilhelm Busch, dessinateur allemand.